# Concistoro

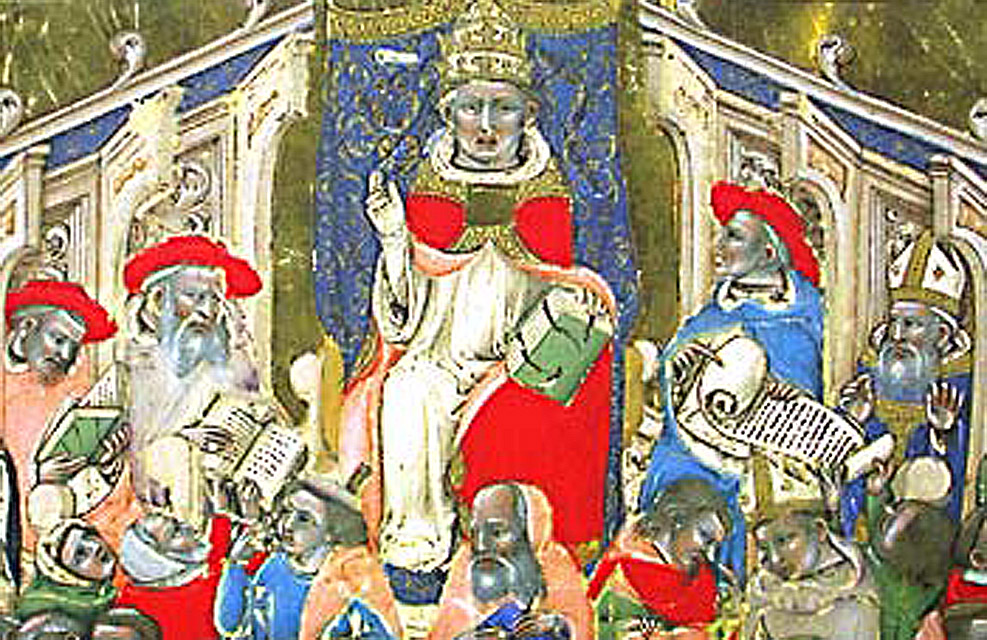
Papa Clemente V tiene un concistoro ad Avignone - Miniatura, Archivi dipartimentali della Vaucluse ad Avignone.

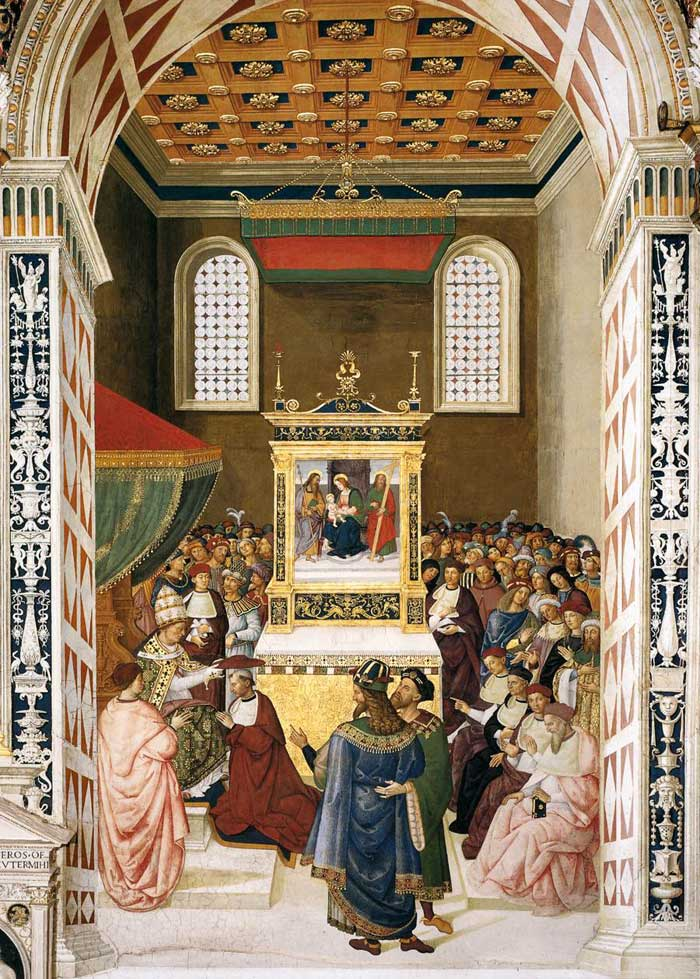
Papa Callisto III (1455-1458), in un concistoro mentre crea un cardinale.

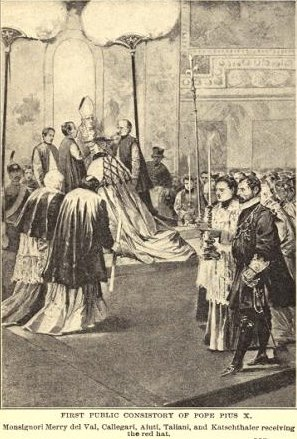
Primo concistoro pubblico di papa Pio X.

Un concistoro (in latino consistorium = seduta, assemblea, consiglio) è una riunione formale del collegio consultivo di un sovrano.
In origine usato nel tardo Impero romano, ove l'imperatore aveva un sacrum consistorium ("sacro collegio"), in seguito è passato nella terminologia religiosa cristiana per individuare i più alti consigli consultivi, accezione in cui è prevalentemente utilizzato oggi.

## Organo politico

### Tardo Impero romano
Il "sacro concistoro" (sacrum consistorium) era il consiglio privato dell'imperatore, composto dai suoi collaboratori più stretti.  Il termine deriva dal verbo latino consisto, "stare in piedi", e indica la deferenza dei partecipanti nei confronti dell'imperatore, assiso in trono.
A partire dall'età di Costantino ne facevano parte il capo dell'amministrazione imperiale (magister officiorum), il ministro delle finanze (comes sacrarum largitionum), il ministro della giustizia (quaestor sacri palatii) e il ministro delle proprietà terriere private (comes rerum privatarum); ne poteva far parte, ma non in pianta stabile, il gran ciambellano (praepositus sacri cubiculi). Esso costituisce l'evoluzione, determinatasi sotto Diocleziano, del precedente consilium principis.

### Repubblica di Siena
Supremo Magistrato della Repubblica di Siena, ove risiedeva l'autorità politica e di governo, il Concistoro, organo collegiale, era presieduto e convocato dal Capitano del Popolo ed era composto da cittadini estratti a sorte per una durata di 2 mesi. Con la fine della Repubblica e l'inizio dell'era medicea, il Concistoro perse le proprie prerogative, rimanendo in essere quale autorità giudiziaria e di appello nelle cause amministrative e con autorità consultiva e deliberativa in materia nobiliare senese. Ebbe sede nel Palazzo Pubblico, nella sala che ancora oggi ne porta il nome, affrescata nella prima metà del XVI secolo, da Domenico Beccafumi. Venne soppresso nel 1808 dai francesi, mentre Siena veniva aggregata all'Impero napoleonico.

## Organo religioso

### Cattolicesimo
Come riunione formale del Collegio cardinalizio (già Sacro Collegio) della Chiesa cattolica, i concistori si tengono nella Città del Vaticano e sono convocati dal papa.
Si distinguono concistori ordinari e straordinari, con i primi composti dai soli cardinali residenti a Roma, mentre ai secondi vige l'obbligo di partecipazione per tutti i cardinali.
Il concistoro è anche l'occasione in cui vengono solennemente creati i nuovi cardinali.
Il codice di diritto canonico prevede che ciò avvenga in presenza del collegio. Le nomine dei nuovi cardinali sono generalmente annunciate in anticipo, ma solo con la pubblicazione formale del decreto papale durante il concistoro l'elevazione al rango cardinalizio acquista valore. Questo vale anche per quei cardinali il cui nome non viene rivelato dal papa per particolari ragioni (solitamente, di carattere politico), detti cardinali in pectore.

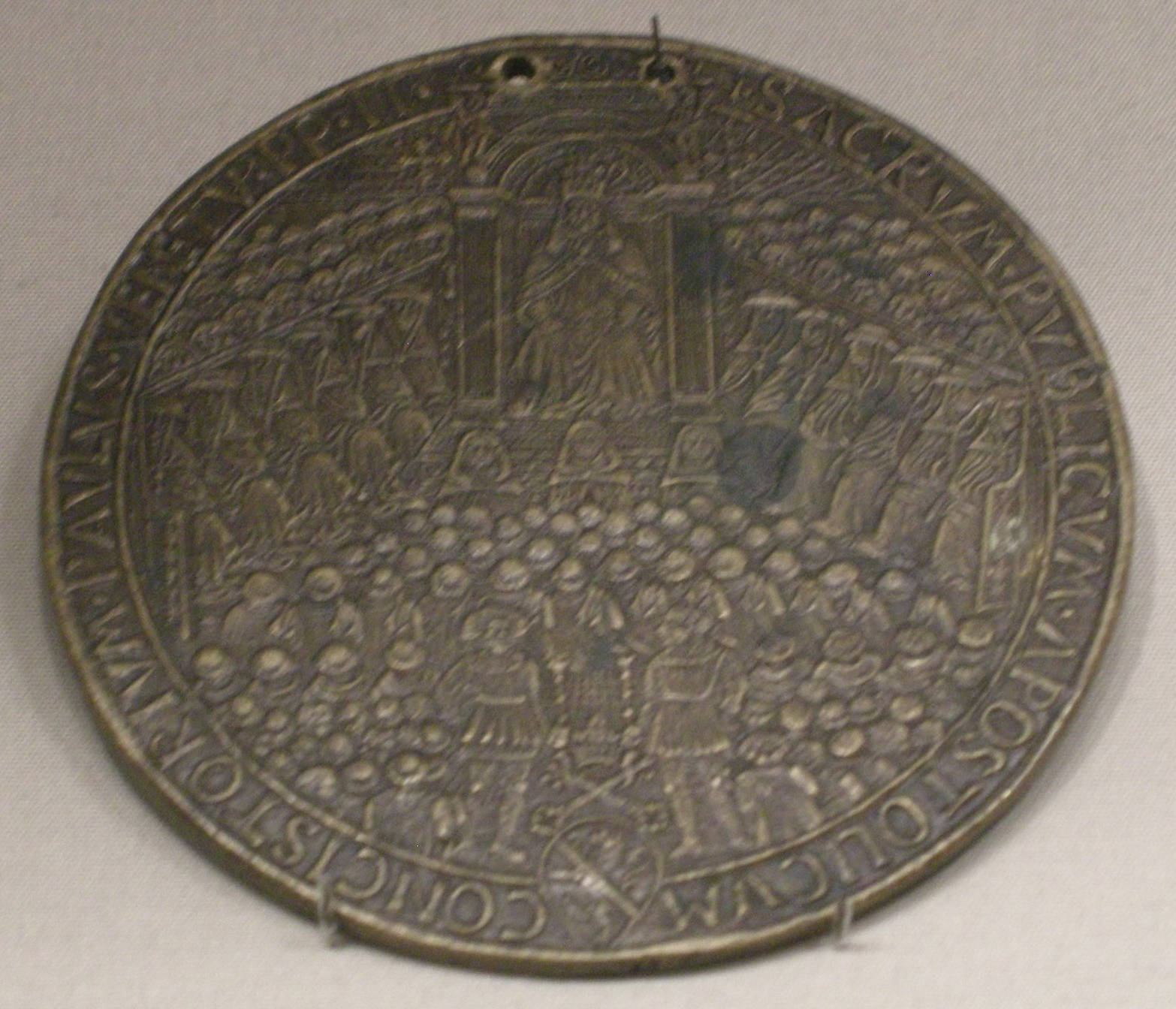
Medaglia del concistoro di papa Paolo II (circa 1466 o 1467)

Ai nuovi cardinali vengono consegnati i loro anelli, zucchetti e berrette. Zucchetto e berretta sono in porpora, il colore distintivo dei cardinali (che per questo vengono anche chiamati "porporati").
Come da tradizione, nel concistoro viene assegnata ad ogni nuovo cardinale la titolarità di una chiesa di Roma, quale simbolo dell'unione dei cardinali con il papa.
Quando i componenti del collegio cardinalizio sono riuniti per l'elezione di un nuovo pontefice, l'assemblea prende il nome di conclave ed è regolata da norme speciali.
Prima del Concilio Vaticano II, il concistoro per la nomina di nuovi cardinali si svolgeva in tre momenti: il "concistoro segreto", nel quale il papa annunciava ai membri del collegio cardinalizio l'elenco dei nuovi eletti, il "concistoro pubblico", nel quale i nuovi cardinali ricevevano dal papa la berretta, e l'"imposizione del galero", che poteva avvenire anche qualche tempo dopo il concistoro.

#### Concistori di Alessandro VI
- 31 agosto 1492: 1 cardinale;
- 20 settembre 1493: 12 cardinali;
- maggio 1494: 1 cardinale nominato in pectore e reso ufficiale il 19 febbraio 1496;
- 16 gennaio 1495: 1 cardinale;
- 21 gennaio 1495: 1 cardinale;
- 19 febbraio 1496: In questo concistoro fu reso pubblico il nome del cardinale nominato nel maggio 1494 e furono creati 4 nuovi cardinali;
- 17 settembre 1498: 1 cardinale;
- 20 marzo 1500: 3 cardinali nominati in pectore;
- 28 settembre 1500: In questo concistoro furono resi pubblici i nomi dei cardinali nominati il 20 marzo 1500, furono creati 9 nuovi cardinali e 1 riservato in pectore;
- 31 maggio 1503: 9 cardinali.

Nell'Annuario Pontificio del 1936, si fa menzione di altri 3 cardinali, nominati in segreto.
Papa Alessandro VI, nei suoi 10 concistori, creò 43 nuovi cardinali, tra cui il futuro papa Paolo III.

#### Concistori di Gregorio XIV
- 19 dicembre 1590: 1 cardinale;
- 6 marzo 1591: 4 cardinali.

Papa Gregorio XIV, nei suoi 2 concistori, creò 5 nuovi cardinali.

#### Concistori di papa Clemente IX
- 12 dicembre 1667: 3 cardinali;
- 5 agosto 1669: 2 cardinali;
- 29 novembre 1669: 7 cardinali.

Papa Clemente IX, nei suoi 3 concistori, creò 12 nuovi cardinali, tra cui il futuro papa Clemente X.

#### Concistori di Clemente XIV
- 18 dicembre 1769: 1 cardinale creato in pectore;
- 29 gennaio 1770: In questo concistoro venne reso pubblico il nome del cardinale creato il 18 dicembre 1769 e fu riservato in pectore 1 cardinale;
- 6 agosto 1770: 1 cardinale;
- 10 settembre 1770: In questo concistoro venne reso pubblico il nome del cardinale creato il 10 settembre 1770 e furono creati 2 cardinali;
- 12 dicembre 1770: 2 cardinali riservati in pectore;
- 17 giugno 1771: 2 cardinali riservati in pectore;
- 23 settembre 1771: 1 cardinale riservato in pectore;
- 16 dicembre 1771: 1 cardinale;
- 14 dicembre 1772: 1 cardinale;
- 15 marzo 1773: In questo concistoro venne reso pubblico il nome del cardinale creato il 12 dicembre 1770 e fu creato 1 cardinale;
- 19 aprile 1773: In questo concistoro vennero resi pubblici i nomi dei cardinali creati il 17 giugno 1771 e il 23 settembre 1771 e furono creati 2 cardinali;
- 26 aprile 1773: In questo concistoro furono creati 2 cardinali e furono riservati ben 11 cardinali in pectore che però non vennero mai pubblicati.

Papa Clemente XIV, nei suoi 12 concistori, creò 17 nuovi cardinali, tra cui il futuro papa Pio VI.

#### Concistori di Pio VI
- 24 aprile 1775: 2 cardinali;
- 29 maggio 1775: 1 cardinale nominato in pectore;
- 17 luglio 1775: 2 cardinali nominati in pectore;
- 11 settembre 1775: In questo concistoro venne reso pubblico il nome del cardinale creato il 29 maggio 1775;
- 18 dicembre 1775: In questo concistoro vennero resi pubblici i nomi dei cardinali nominati il 17 luglio 1775;
- 15 aprile 1776: 2 cardinali nominati in pectore;
- 20 maggio 1776: In questo concistoro furono resi pubblici i nomi di due cardinali nominati il 15 aprile 1776 e furono nominati 2 nuovi cardinali;
- 23 giugno 1777: 8 cardinali (di cui 4 nominati in pectore);
- 15 dicembre 1777: In questo concistoro furono resi pubblici i nomi di due cardinali nominati nel concistoro precedente;
- 1º giugno 1778: 10 cardinali;
- 12 luglio 1779: 2 cardinali (di cui 1 nominato in pectore);
- 11 dicembre 1780: In questo concistoro, oltre che pubblicare i nomi di due cardinali creati in altri concistori, fu creato 1 nuovo cardinale;
- 22 maggio 1782: In questo concistoro fu reso pubblico il nome di un cardinale nominato nel 1779;
- 16 dicembre 1782: 2 cardinali (di cui 1 nominato in pectore);
- 20 settembre 1784: 1 cardinale; 1 cardinale fu nominato in pectore ma non fu mai pubblicato;
- 14 febbraio 1785: 14 cardinali (di cui 1 nominato in pectore);
- 18 dicembre 1786: 1 cardinale;
- 29 gennaio 1787: 1 cardinale;
- 17 dicembre 1787: In questo concistoro è stato reso noto il nome di un cardinale nominato in un concistoro precedente;
- 7 aprile 1788: 1 cardinale;
- 15 dicembre 1788: 1 cardinale;
- 30 marzo 1789: 9 cardinali;
- 3 agosto 1789: 1 cardinale;
- 26 settembre 1791: 1 cardinale nominato in pectore;
- 18 giugno 1792: 1 cardinale;
- 21 febbraio 1794: In questo concistoro, oltre alla pubblicazione dei nomi di due cardinali nominati in precedenza, furono creati 8 cardinali;
- 1º giugno 1795: 1 cardinale.

Papa Pio VI, nei suoi 23 concistori, creò 55 nuovi cardinali, tra cui il futuro papa Pio VII.

#### Concistori di Pio VII
- 11 agosto 1800: 2 cardinali;
- 20 ottobre 1800: 1 cardinale;
- 23 febbraio 1801: 24 cardinali (di cui 11 nominati in pectore);
- 28 settembre 1801: In questo concistoro vengono pubblicati tre nomi di cardinali nominati nel concistoro precedente;
- 29 marzo 1802: In questo concistoro vengono pubblicati altri due nomi di cardinali nominati in pectore nel 1801;
- 9 agosto 1802: Oltre alla pubblicazione di altri due nomi di cardinali nominati nel 1801, viene creato 1 cardinale;
- 17 gennaio 1803: Oltre alla pubblicazione di altri tre nomi di cardinali nominati in pectore nel 1801, sono creati 7 cardinali;
- 16 maggio 1803: 2 cardinali (di cui 1 nominato in pectore);
- 11 luglio 1803: Oltre alla pubblicazione del nome di un cardinale nominato in pectore nel maggio 1803, sono stati creati 2 cardinali;
- 26 marzo 1804: 1 cardinale;
- 24 agosto 1807: 1 cardinale nominato in pectore;
- 8 marzo 1816: 31 cardinali (di cui 11 nominati in pectore);
- 22 luglio 1816: In questo concistoro vengono resi pubblici cinque nomi di cardinali nominati in pectore nei concistori precedenti;
- 23 settembre 1816: In questo concistoro fu reso pubblico il nome di un cardinale nominato in pectore nel marzo 1816 e furono creati 4 cardinali;
- 28 luglio 1817: In questo concistoro vennero pubblicati i nomi di due cardinali nominati in pectore nel marzo del 1816 e furono creato 3 cardinali;
- 1º ottobre 1817: In questo concistoro fu reso pubblico il nome di un cardinale nominato in pectore nel 1816 e fu creato 1 cardinale;
- 6 aprile 1818:In questo concistoro furono resi i nomi di altri due cardinali nominati in pectore nel 1816 e fu creato 1 cardinale;
- 4 giugno 1819: 1 cardinale;
- 27 settembre 1819: 2 cardinali;
- 2 dicembre 1822: 1 cardinale;
- 10 marzo 1823: 13 cardinali (di cui 1 nominato in pectore);
- 16 maggio 1823: In questo concistoro fu reso pubblico il nome del cardinale nominato in pectore nel concistoro precedente e fu creato 1 cardinale.

Papa Pio VII, nei suoi 22 concistori, creò 99 cardinali, tra cui i futuri pontefici Leone XII e Pio VIII.

#### Concistori di Leone XII
- 3 maggio 1824: 2 cardinali;
- 27 settembre 1824: 3 cardinali;
- 20 dicembre 1824: 2 cardinali (di cui 1 nominato in pectore e pubblicato il 13 marzo 1826);
- 21 marzo 1825: 2 cardinali (di cui 1 nominato in pectore e pubblicato il 2 febbraio 1831);
- 13 marzo 1826: 2 cardinali;
- 2 ottobre 1826: 9 cardinali (di cui 6 nominati in pectore e pubblicati il 15 dicembre 1828 e il 21 maggio 1829;
- 23 maggio 1827: 1 cardinale;
- 25 giugno 1827: 2 cardinali;
- 15 dicembre 1828: 2 cardinali.

Papa Leone XII, nei suoi 9 concistori, creò 25 nuovi cardinali, tra cui il futuro papa Gregorio XVI.

#### Concistori di Pio VIII
- 27 luglio 1829: 2 cardinali;
- 15 marzo 1830: 3 cardinali;
- 5 luglio 1830: 1 cardinale.

Papa Pio VIII, nei suoi 3 concistori, creò 6 nuovi cardinali.

#### Concistori di Gregorio XVI
- 30 settembre 1831: 12 cardinali (di cui 10 nominati in pectore e pubblicati rispettivamente il 2 luglio 1832, il 23 giugno 1834, il 15 aprile 1833, il 1º agosto 1834 e il giorno 11 luglio 1836);
- 2 luglio 1832: 2 cardinali;
- 15 aprile 1833: 2 cardinali;
- 29 luglio 1833: 2 cardinali;
- 20 gennaio 1834: 1 cardinale;
- 23 gennaio 1834: 1 cardinale;
- 23 giugno 1834: 9 cardinali (di cui 6 nominati in pectore e pubblicati rispettivamente il 6 aprile 1835, il giorno 11 luglio 1836 e il 13 settembre 1838);
- 6 aprile 1835: 2 cardinali;
- 1º febbraio 1836: 2 cardinali;
- 19 maggio 1837: 2 cardinali (di cui 1 nominato in pectore e pubblicato il 12 febbraio 1838);
- 12 febbraio 1838: 8 cardinali (di cui 3 nominati in pectore e pubblicati rispettivamente il 18 febbraio 1839 e il 24 gennaio 1842);
- 13 settembre 1838:2 cardinali;
- 30 novembre 1838: 1 cardinale nominato in pectore e pubblicato il 12 settembre 1853;
- 18 febbraio 1839: 1 cardinale nominato in pectore e pubblicato il 24 gennaio 1842;
- 8 luglio 1839: 1 cardinale;
- 23 dicembre 1839: 3 cardinali nominati in pectore e pubblicati rispettivamente il 14 dicembre 1840 e il 24 gennaio 1842;
- 14 dicembre 1840: 2 cardinali nominati in pectore e pubblicati rispettivamente il 12 luglio 1841 e il 21 aprile 1845;
- 1º marzo 1841: 1 cardinale;
- 12 luglio 1841: 1 cardinale nominato in pectore e pubblicato il 22 gennaio 1844;
- 24 gennaio 1842: 2 cardinali;
- 27 gennaio 1843: 4 cardinali;
- 19 giugno 1843: 2 cardinali;
- 22 gennaio 1844: 3 cardinali (di cui 1 nominato in pectore e pubblicato il 21 aprile 1845);
- 22 luglio 1844: 5 cardinali (di cui 4 nominati in pectore e pubblicati rispettivamente il 21 aprile 1845 e il 24 novembre 1845);
- 19 gennaio 1846: 3 cardinali;
- 16 aprile 1846: 1 cardinale;

Papa Gregorio XVI, nei suoi 24 concistori, creò 75 nuovi cardinali, tra cui il futuro papa Pio IX.

#### Concistori di Pio IX
- 21 dicembre 1846: 4 cardinali (di cui 1 nominato in pectore e pubblicato il 30 settembre 1850);
- 11 giugno 1847: 3 cardinali;
- 20 gennaio 1848: 1 cardinale;
- 30 settembre 1850: 13 cardinali;
- 15 marzo 1852: 6 cardinali (di cui 2 nominati in pectore e pubblicati il 7 marzo 1853);
- 7 marzo 1853: 6 cardinali;
- 19 dicembre 1853: 2 cardinali (di cui 1 nominato in pectore e pubblicato il 16 giugno 1856);
- 17 dicembre 1855: 4 cardinali;
- 16 giugno 1856: 5 cardinali;
- 15 marzo 1858: 7 cardinali;
- 25 giugno 1858: 1 cardinale;
- 27 settembre 1861: 8 cardinali;
- 16 marzo 1863: 7 cardinali;
- 11 dicembre 1863: 1 cardinale;
- 22 giugno 1866: 5 cardinali;
- 13 marzo 1868: 9 cardinali;
- 2 dicembre 1873: 12 cardinali;
- 15 marzo 1875: 9 cardinali (di cui 3 nominati in pectore e pubblicati il 17 settembre 1875);
- 17 settembre 1875: 3 cardinali;
- 3 aprile 1876: 2 cardinali;
- 12 marzo 1877: 11 cardinali;
- 22 giugno 1877: 3 cardinali;
- 28 dicembre 1877: 2 cardinali.

Papa Pio IX, nei suoi 23 concistori, creò 124 nuovi cardinali, tra cui il futuro papa Leone XIII.

#### Concistori di Leone XIII
- 12 maggio 1879: 10 cardinali;
- 19 settembre 1879: 4 cardinali;
- 13 dicembre 1880: 4 cardinali (di cui 3 nominati in pectore e pubblicati rispettivamente il 27 marzo 1882 e il 10 novembre 1884);
- 27 marzo 1882: 4 cardinali;
- 25 settembre 1882: 3 cardinali;
- 12 maggio 1883: 1 cardinale;
- 24 marzo 1884: 2 cardinali;
- 10 novembre 1884: 8 cardinali;
- 27 luglio 1885: 6 cardinali;
- 7 giugno 1886: 6 cardinali;
- 14 marzo 1887: 5 cardinali;
- 23 maggio 1887: 2 cardinali;
- 11 febbraio 1889: 3 cardinali;
- 24 maggio 1889: 8 cardinali;
- 30 dicembre 1889: 1 cardinale nominato in pectore e pubblicato il 28 giugno 1890);
- 23 giugno 1890: 3 cardinali;
- 1º giugno 1891: 2 cardinali;
- 17 dicembre 1891: 2 cardinali;
- 16 gennaio 1893: 17 cardinali (di cui 2 nominati in pectore e pubblicati rispettivamente il 21 maggio 1894 e il 25 novembre 1895);
- 18 giugno 1893: 3 cardinali;
- 18 maggio 1894: 5 cardinali;
- 29 novembre 1895: 8 cardinali;
- 22 giugno 1896: 4 cardinali;
- 30 novembre 1896: 2 cardinali;
- 19 aprile 1897: 4 cardinali;
- 18 giugno 1899: 11 cardinali (di cui 1 nominato in pectore e pubblicato il 15 aprile 1901);
- 15 aprile 1901: 15 cardinali;
- 22 giugno 1903: 7 cardinali.

Papa Leone XIII, nei suoi 28 concistori, creò 147 nuovi cardinali, tra cui il futuro papa Pio X.

#### Concistori di Pio X
- 9 novembre 1903: 2 cardinali;
- 11 dicembre 1905: 4 cardinali;
- 15 aprile 1907: 8 cardinali;
- 16 dicembre 1907: 2 cardinali;
- 27 novembre 1911: 19 cardinali (di cui 1 nominato in pectore pubblicato il 25 maggio 1914);
- 2 dicembre 1912: 1 cardinale;
- 25 maggio 1914: 13 cardinali.

Nei suoi 7 concistori, papa Pio X creò 49 nuovi cardinali, tra cui il futuro papa Benedetto XV, suo immediato successore.

#### Concistori di Benedetto XV
- 6 dicembre 1915: 6 cardinali;
- 4 dicembre 1916: 10 cardinali (di cui 1 in pectore pubblicato il 15 dicembre 1919);
- 5 dicembre 1919: 1 cardinale;
- 15 dicembre 1919: 5 cardinali:
- 18 dicembre 1919: 1 cardinale;
- 7 marzo 1921: 5 cardinali;
- 13 giugno 1921: 1 cardinale;
- 21 giugno 1921: 2 cardinali.

Nei suoi otto concistori, papa Benedetto XV ha creato 31 nuovi cardinali tra cui il futuro papa Pio XI, suo immediato successore.

#### Concistori di Pio XI
- 11 dicembre 1922: 8 cardinali;
- 23 maggio 1923: 2 cardinali;
- 20 dicembre 1923: 2 cardinali;
- 24 marzo 1924: 2 cardinali;
- 30 marzo 1925: 2 cardinali;
- 14 dicembre 1925: 4 cardinali;
- 21 giugno 1926: 2 cardinali;
- 20 dicembre 1926: 2 cardinali;
- 20 giugno 1927: 2 cardinali;
- 19 dicembre 1927: 5 cardinali;
- 15 luglio 1929: 1 cardinale;
- 16 dicembre 1929: 6 cardinali;
- 30 giugno 1930: 5 cardinali;
- 13 marzo 1933: 7 cardinali (di cui 1 in pectore pubblicato il 16 dicembre 1935);
- 16 dicembre 1935: 19 cardinali;
- 15 giugno 1936: 2 cardinali;
- 13 dicembre 1937: 5 cardinali.

Nei suoi 17 concistori, papa Pio XI ha creato 76 cardinali (provenienti da 17 nazioni) tra cui il futuro papa Pio XII, suo immediato successore.

#### Concistori di Pio XII
- 18 febbraio 1946: 32 cardinali;
- 12 gennaio 1953: 24 cardinali.

A partire dal concistoro del 18 febbraio 1946 i cardinali italiani non sono più la maggioranza assoluta del Sacro Collegio, ma relativa.
Nei 2 concistori tenuti da papa Pio XII, sono stati creati 56 cardinali (provenienti da 25 nazioni), tra cui tre futuri beati: Clemens August von Galen, Alojzije Stepinac, nonché il futuro papa Giovanni XXIII.
Pio XII nel concistoro del 1953 avrebbe creato cardinale anche il patriarca di Venezia Carlo Agostini, che però morì dopo l'annuncio, ma pochi giorni prima del concistoro, il 28 dicembre 1952. Al suo posto alla sede di Venezia il papa elesse proprio uno dei neo-cardinali: Angelo Roncalli, futuro papa Giovanni XXIII e successore di Pio XII.

#### Concistori di Giovanni XXIII
- 15 dicembre 1958: 23 cardinali;
- 14 dicembre 1959: 8 cardinali;
- 28 marzo 1960: 7 cardinali (di cui 3 in pectore che però non vennero mai pubblicati);
- 16 gennaio 1961: 4 cardinali;
- 19 marzo 1962: 10 cardinali.

Nei suoi 5 concistori, papa Giovanni XXIII ha creato 52 cardinali (provenienti da 22 nazioni) tra cui il futuro papa Paolo VI (primo cardinale nel primo concistoro).

#### Concistori di Paolo VI
- 22 febbraio 1965: 27 cardinali;
- 26 giugno 1967: 27 cardinali;
- 28 aprile 1969: 35 cardinali (in questo concistoro venne creato cardinale in pectore monsignor Iuliu Hossu, vescovo di Cluj-Gherla dei Romeni. Egli morì il successivo 28 maggio 1970 e il suo nome venne pubblicato solo nel concistoro del 5 marzo 1973);
- 5 marzo 1973: 29 cardinali;
- 24 maggio 1976: 21 cardinali (František Tomášek, arcivescovo di Praga, e Joseph Marie Trinh-nhu-Khuê, arcivescovo di Hanoi, vennero creati cardinali in pectore e pubblicati durante il concistoro del 27 giugno 1977);
- 27 giugno 1977: 4 cardinali.

Nei suoi 6 concistori, papa Paolo VI ha creato 143 cardinali (provenienti da 52 nazioni) tra cui i suoi tre immediati successori al Soglio di Pietro: papa Giovanni Paolo I, papa Giovanni Paolo II e papa Benedetto XVI.

#### Concistori di Giovanni Paolo II
- 30 giugno 1979: 15 cardinali (di cui 1 in pectore pubblicato nel 1991);
- 2 febbraio 1983: 18 cardinali;
- 25 maggio 1985: 28 cardinali;
- 28 giugno 1988: 24 cardinali (in origine erano 25, ma il teologo Hans Urs von Balthasar morì il 26 giugno);
- 28 giugno 1991: 22 cardinali (venne pubblicato il cardinale in pectore del 1979: Ignatius Kung Pin-mei);
- 26 novembre 1994: 30 cardinali;
- 21 febbraio 1998: 22 cardinali (di cui 2 in pectore pubblicati nel 2001; in lista vi era anche monsignor Josip Uhač deceduto la mattina dell'annuncio pubblico);
- 21 febbraio 2001: 42 cardinali (pubblicazione dei cardinali in pectore del 1998). Fra questi, fu elevato al rango cardinalizio Jorge Mario Bergoglio, il futuro papa Francesco; Si tratta del Concistoro più numeroso nella storia della Chiesa cattolica;
- 21 ottobre 2003: 30 cardinali (il Pontefice si era riservato un cardinale in pectore che però non ha mai pubblicato prima della sua morte).

Nei suoi 9 concistori, papa Giovanni Paolo II ha creato complessivamente 231 cardinali (provenienti da 69 nazioni) dei quali 210 elettori (al momento della nomina). Fra questi il futuro papa Francesco.
Nessun altro pontefice nella storia della Chiesa cattolica ha creato un numero così elevato di porporati.

#### Concistori di Benedetto XVI
- 24 marzo 2006: 15 cardinali;
- 24 novembre 2007: 23 cardinali (in lista vi era anche monsignor Ignacy Ludwik Jeż, deceduto il giorno prima dell'annuncio);
- 20 novembre 2010: 24 cardinali;
- 18 febbraio 2012: 22 cardinali;
- 24 novembre 2012: 6 cardinali.

Nei 5 concistori convocati, papa Benedetto XVI ha creato 90 cardinali (provenienti da 37 nazioni), dei quali 74 elettori (al momento della nomina).
Il concistoro del 24 novembre 2012 è stato il primo dal 1924 in cui non è stato creato neanche un cardinale europeo ed il primo dal 1927 in cui non è stato creato neanche un cardinale italiano.

#### Concistori di Francesco
- 22 febbraio 2014: 19 cardinali
- 14 febbraio 2015: 20 cardinali
- 19 novembre 2016: 17 cardinali
- 28 giugno 2017: 5 cardinali
- 28 giugno 2018: 14 cardinali
- 5 ottobre 2019: 13 cardinali
- 28 novembre 2020: 13 cardinali
- 27 agosto 2022: 20 cardinali
- 30 settembre 2023: 21 cardinali
- 7 dicembre 2024: 21 cardinali

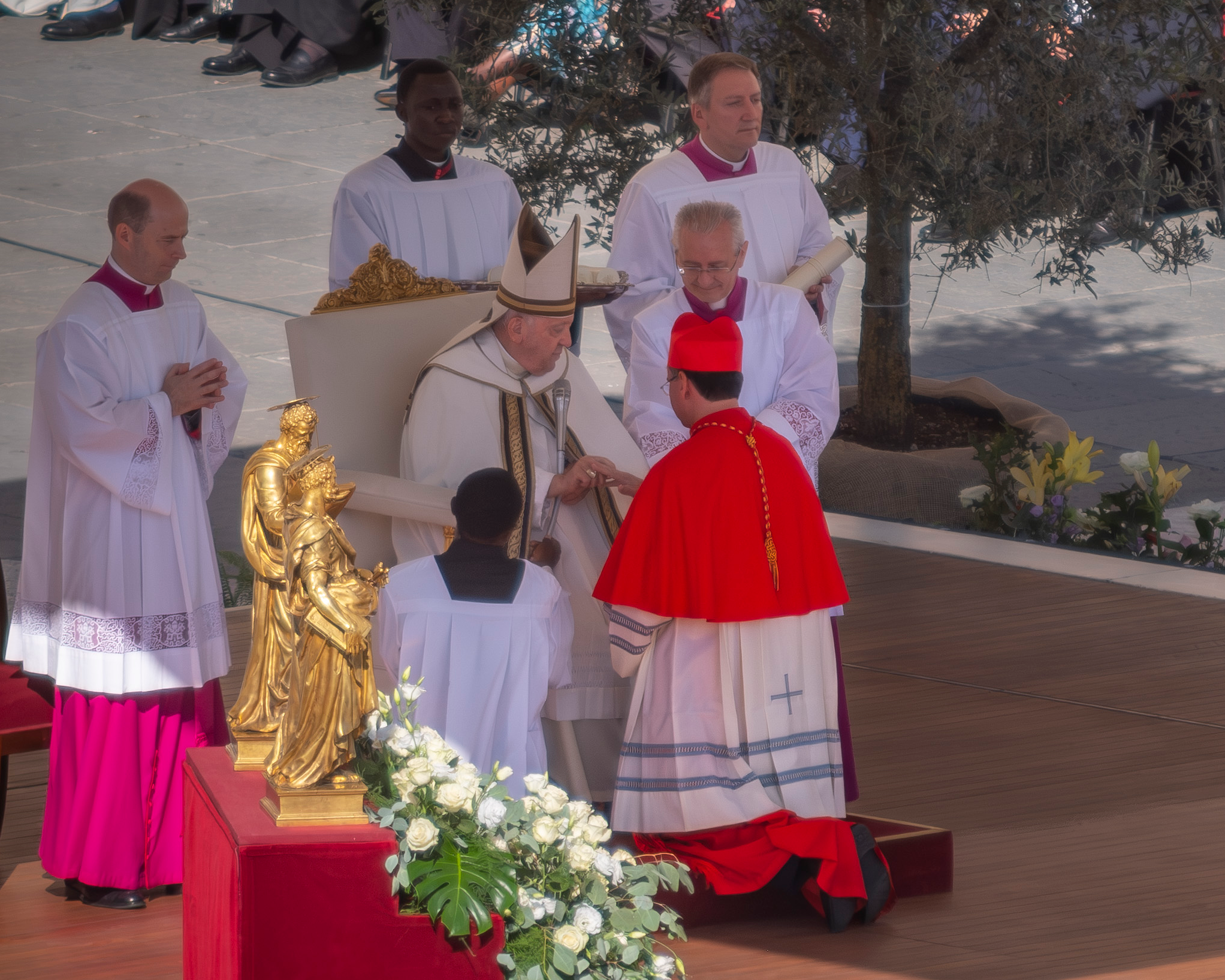
Papa Francesco consegna l'anello al cardinale Américo Manuel Alves Aguiar durante il concistoro del 30 settembre 2023

Nei 10 concistori convocati, papa Francesco ha creato 163 cardinali dei quali 133 elettori (al momento della nomina); tra questi il futuro papa Leone XIV.
Con il concistoro del 7 dicembre 2024 il Sacro Collegio ha raggiunto il massimo numero di cardinali elettori (140) e il massimo numero di cardinali (253).

### Protestantesimo
Il termine "Concistoro" nelle Chiese evangeliche è generalmente sinonimo di "Consiglio di chiesa", l'organo di governo della chiesa evangelica locale formato da "anziani" eletti dall'assemblea della comunità. Nella Chiesa evangelica tedesca, il concistoro è tradizionalmente un organo collegiale permanente composto da teologi e giuristi, che esercita funzioni di governo ed amministrative. In molte chiese moderne corrisponde all'autorità ecclesiastica più elevata. 

#### Nel luteranesimo
Nella tradizione luterana, il concistoro è un collegio chiamato a governare gli affari ecclesiastici su un determinato ambito territoriale, che può comprendere o tutte le congregazioni (o parrocchie) nell’ambito della chiesa, di cui costituisce allora il supremo organo di governo amministrativo e spirituale, oppure solo quelle di un determinato distretto (distretto concistoriale, in tedesco Konsistorialbezirk) o regione (come la provincia ecclesiastica, in tedesco Kirchenprovinz).
Storicamente il concistoro era un collegio chiamato a prendere decisioni nell’ambito di un territorio controllato da un governo protestante. Si trattava soprattutto di questioni di diritto matrimoniale, la cui soluzione fu la funzione principale dei primi concistori creati in Sassonia da Martin Lutero e Gregor Brück. In molti territori luterani, tuttavia, i concistori divennero una sorta di collegio amministrativo nominato dal sovrano per governare la chiesa all’interno del proprio principato, esercitando funzioni analoghe a quelle dell’autorità episcopale nella Chiesa cattolica (summepiscopato dei principi). Essi raccoglievano i pastori sotto la guida di un “sovraintendente” che in buona sostanza era un vescovo, ancorché solo da un punto di vista funzionale e non (con rare eccezioni) nel titolo.
Gradualmente nella Chiesa evangelica tedesca questa funzione del concistoro venne temperata o eliminata, e in particolare la tradizione riformata, d'ispirazione calvinista, cominciò a ridurre l'elemento concistorale a meri doveri amministrativi; altrove fu ricostituito come organo amministrativo e incluso nel governo della chiesa insieme a elementi episcopali e sinodali.

#### Nel calvinismo
In base a una interpretazione più radicale della dottrina del sacerdozio universale di Lutero, un tipo diverso di concistoro si sviluppò nelle aree in cui prevalse il calvinismo. Qui venne meno l’autorità episcopale e il concistoro assunse una funzione sia di autogoverno “quasi-democratico” della comunità dei fedeli, sia di disciplinamento e controllo delle loro condotte di vita. Ai tempi di Giovanni Calvino il concistoro di Ginevra – istituito il 20 novembre 1541 con ordinanze ecclesiastiche ispirate dalle sue dottrine – era composto da tutti i pastori retribuiti dalla città e da “anziani” o commissari laici eletti su base annuale, e raccoglieva circa un quindicesimo dell’intera popolazione adulta della repubblica. Il concistoro si pronunciava sulle questioni più varie (liti tra famigliari, vicini, soci di affari, ecc.) esercitando una sorta di mediazione stragiudiziale obbligatoria, e poteva anche pronunciare sentenze di scomunica inappellabili. 
In ogni area in cui si diffuse il calvinismo – gli ugonotti francesi, i pietisti olandesi, i presbiteriani scozzesi, i riformati tedeschi, i puritani inglesi e americani – l’organizzazione e la disciplina concistoriali lo accompagnarono: abbiamo così i consistories degli ugonotti francesi, le kirk sessions in Scozia, i presbyteria dei calvinisti tedeschi e olandesi, ecc.. Anche la chiesa evangelica valdese ha un’organizzazione di tipo presbiteriano, perché oltre all’assemblea dei fedeli conosce il concistoro, come consiglio elettivo composto da pastori, anziani e diaconi. 
Le differenze regionali e confessionali sono numerose, ma in tutti i paesi in cui il calvinismo divenne importante la disciplina dei membri della chiesa fu valorizzata e, allo scopo di contribuire a mantenerla, venne creato il concistoro. Generalmente, il concistoro di stile ginevrino si trasformò in un corpo di pastori, anziani, diaconi e insegnanti, che governa la congregazione ecclesiastica locale e svolge un ruolo più o meno rilevante di direzione della comunità dei fedeli, godendo di una certa autonomia nell’applicare la disciplina ecclesiastica ai propri membri e nell’amministrare la dottrina, la liturgia, le opere di carità, le iniziative sociali e il patrimonio.

#### Altre denominazioni protestanti
Tra le chiese protestanti, l’organizzazione ecclesiastica basta sul concistoro (o presbiterio) è rifiutata dalle chiese congregazionaliste, che non riconoscono alcuna autorità spirituale esterna alla comunità locale raccolta nella congregazione: la direzione della chiesa locale è, in tutti i suoi aspetti (dottrinali, liturgici, gestionali, ecc.) rimessa all’assemblea dei fedeli, costituita come libera associazione di cristiani. Anche il congregazionalismo come il presbitarianesimo ricevette, in alcune sue componenti, una forte ispirazione dalla dottrina di Calvino. Ad esso sono riconducibili (a titolo esemplificatico), vari movimenti anabattisti, le sette puritane non-conformiste e dissenzienti, varie conventicole calviniste e pietiste, i quaccheri, i battisti, i metodisti, le chiese pentecostali e le chiese non-denominazionali o “libere chiese”.